# Making your mind up
Making your mind up is de debuutsingle van Bucks Fizz. Het is afkomstig van hun debuutalbum Bucks Fizz.

## Achtergrond
Songwriter Andy Hill schreef het lied eind 1980 om mee te doen aan Song for Europe. Dat zijn de Britse voorronden voor het Eurovisiesongfestival, in dit geval het Eurovisiesongfestival 1981. John Danter schreef mee aan de compositie. Hill nam het liedje als demo op samen met Nichola Martin, een zangeres, en Mike Nolan, een muzikale kennis van Hill. Martin verzamelde een aantal zangers en zoo kwamen ze tot het volgende viertal Mike Nolan, Cheryl Baker, Bobby G en Jay Aston. Nolan bleef en Martin zette zichzelf buiten beeld. Het lied haalde de finale van de voorrondes. Daarin moest het opnemen tegen het liedje Have you ever been in love, ook van Hill en Danter en gezongen door Martin en Hill onder de groepsnaam Gem.
Martin wist samen met haar manager een platencontract te krijgen bij RCA Victor en de opnamen konden gestart worden in de Mayfair Studio in Londen. Daarna volgden uitgave van de muziek (door Billy Lawrie, broer van Lulu) en choreografie (door Chrissie Wickham van dansgroep Hot Gossip). Making your mind up werd uiteindelijk op 11 maart 1981 verkozen tot Britse inzending en liet het nummer van concurrent Liquid Gold (een top 50-bandje) ver achter zich. Er volgden onder andere optredens in Top of the Pops. 
Op 4 april 1981 werd het in Dublin gezongen op het Eurovisiesongfestival en haalde daar de eerste plaats.
De meningen waren verdeeld. Men vond de tekst vrij inhoudsloos en ook de zangkwaliteiten werden niet altijd geapprecieerd. Dat laatste werd gedeeld door zangeres Cheryl Baker, zij had zelf al het idee dat ze niet helemaal de goede noten te pakken had, als gevolg van nervositeit. Toch wist Bucks Fizz de eindstreep te halen, mede door de choreografie, en dan met name het moment dat de twee mannelijke leden de “lange” jurkjes van de dames wegtrekken en zo minirokken zichtbaar worden.
Het publiek trok zich niets aan van alle kritiek - het zou een typisch songfestivalliedje zijn - en kocht de single massaal. Ook in 2013 was het nog populair. Luisteraars van BBC 2-radio kozen het tot beste Britse inzending van het songfestival ooit.
Er is een cover bekend van de Vlaamse meidengroep Sugarfree onder de titel Geef er een lap op. Dat wist de Vlaamse hitparade echter niet te halen.

## Hitnotering
In Engeland stond de single drie weken lang op nummer 1 in twaalf weken notering

### Nederlandse Top 40
Op vrijdag 10 april 1981 was de plaat Veronica Alarmschijf op Hilversum 3.
| Positie: | 20 | 11 | 6 | 3 | 1 | 1 | 2 | 3 | 7 | 13 | 20 | 38 | uit |

### Nationale Hitparade
| Positie: | 20 | 2 | 1 | 1 | 1 | 2 | 2 | 2 | 15 | 19 | 43 | uit |

### BelgischeBRT Top 30
| Positie: | 3 | 1 | 1 | 1 | 1 | 1 | 2 | 6 | 18 | 7 | 23 | uit |

### VlaamseUltratop 30
| Positie: | 3 | 2 | 2 | 1 | 1 | 1 | 2 | 5 | 9 | 11 | 16 | 21 | uit |

### NPO Radio 2 Top 2000
| Nummer met noteringen in de NPO Radio 2 Top 2000 | '99  | '00 | '01  |
| ------------------------------------------------ | ---- | --- | ---- |
| Making Your Mind Up                              | 1885 | -   | 1946 |

1. ↑  Een '-' betekent dat het nummer niet was genoteerd en een vetgedrukt getal geeft de hoogste notering aan.
2. ↑  Deze tabel is bijgewerkt tot en met de laatste editie (2024).

1956: Refrain · 
1957: Net als toen · 
1958: Dors, mon amour · 
1959: 'n Beetje · 
1960: Tom Pillibi · 
1961: Nous les amoureux · 
1962: Un premier amour · 
1963: Dansevise · 
1964: Non ho l'età · 
1965: Poupée de cire, poupée de son · 
1966: Merci, chérie · 
1967: Puppet on a string · 
1968: La la la · 
1969: Un jour, un enfant, De troubadour, Vivo cantando, Boom bang-a-bang · 
1970: All kinds of everything · 
1971: Un banc, un arbre, une rue · 
1972: Après toi · 
1973: Tu te reconnaîtras · 
1974: Waterloo · 
1975: Ding-a-dong · 
1976: Save your kisses for me · 
1977: L'oiseau et l'enfant · 
1978: A-ba-ni-bi · 
1979: Hallelujah · 
1980: What's another year · 
1981: Making your mind up · 
1982: Ein bißchen Frieden · 
1983: Si la vie est cadeau · 
1984: Diggi-loo diggi-ley · 
1985: La det swinge · 
1986: J'aime la vie · 
1987: Hold me now · 
1988: Ne partez pas sans moi · 
1989: Rock me · 
1990: Insieme: 1992 · 
1991: Fångad av en stormvind · 
1992: Why me? · 
1993: In your eyes · 
1994: Rock 'n' roll kids · 
1995: Nocturne · 
1996: The voice · 
1997: Love shine a light · 
1998: Diva · 
1999: Take me to your heaven · 
2000: Fly on the wings of love · 
2001: Everybody · 
2002: I wanna · 
2003: Everyway that I can · 
2004: Wild dances · 
2005: My number one · 
2006: Hard rock hallelujah · 
2007: Molitva · 
2008: Believe · 
2009: Fairytale · 
2010: Satellite · 
2011: Running scared · 
2012: Euphoria · 
2013: Only teardrops · 
2014: Rise like a phoenix · 
2015: Heroes · 
2016: 1944 · 
2017: Amar pelos dois · 
2018: Toy · 
2019: Arcade · 
2021: Zitti e buoni · 
2022: Stefania · 
2023: Tattoo · 
2024: The code